# Усіо Кенсуке
Усіо Кенсуке (яп. 牛尾憲輔, Усіо Кенсуке) — японський композитор, рок- і EBM-музикант, який виступає під псевдонімом Agraph.
Він є учасником японської рок-групи Lama. Разом з Lama він випустив дві повноформатні студійні платівки: New! у 2011 році та Modanica роком пізніше. Обидва альбоми потрапили в японський чарт альбомів.
Як музикант EBM він випустив три альбоми, усі з яких досягли вершини японського чарту альбомів. Він написав і склав саундтреки до кількох аніме- телесеріалів і фільмів, таких як «Форма голосу», «Людина-бензопила», «Devilman Crybaby», «Ліз і синій птах» та інші.

## Біографія
У дитинстві Усіо навчився грі на фортепіано. Вивчав мистецтво та музику в університеті. У той же час він навчився використовувати програмне забезпечення аудіоредактора Pro Tools. У 20 років Усіо вперше познайомився з електронною музикою, такою як техно. У 2007 році він почав сольну кар'єру під псевдонімом Agraph і почав створювати електронну музику. Його дебютний альбом A Day, Phases, спродюсований Takkyu Ishino, вийшов у грудні 2008 року. Через два роки вийшов його другий альбом Equal, який потрапив у японський чарт альбомів. У 2011 році Усіо та деякі колишні музиканти таких гуртів, як Supercar і Number Girl, створили рок-гурт Lama. Гурт випустив два альбоми, обидва з яких потрапили в офіційний чарт альбомів Японії.
Через його участь в Lama, третій альбом Ушіо під назвою The Shader вийшов у 2016 році, через шість років після його другого альбому. Усіо також працює як композитор музики до фільмів, приділяючи особливу увагу анімаційним проектам. Серед його робіт у кіно та на телебаченні — композиція для таких фільмів як Space Dandy (2014), Форма голосу (2016), Ліз і синій птах (2018), Бугі-поп та інші(2019). Він часто співпрацює з режисерами Юаса Масаакі та Наоко Ямада, а також із анімаційною студією Science Saru, для якої він створив музику до фільмів Ping Pong the Animation (2014), Devilman Crybaby (2018), Japan Sinks: 2020 (2020), Heike Monogatari (2021) та Dandadan (2024). У грудні 2021 року Усіо було затверджено як композитора для аніме-адаптації серіалу манґи Фудзімото Тацукі Людина-бензопила. Він також аранжував музику для розділу Distant Future ремейку Live a Live, оригінально написаного Йоко Сімомура, який вийшов 22 липня 2022 року.

## Дискографія

### Соло
| Рік  | Альбом       |
| ---- | ------------ |
| 2008 | A Day, Phase |
| 2010 | Equal        |
| 2016 | The Shader   |

### LAMA
| Рік  | Альбом   |
| ---- | -------- |
| 2011 | Now      |
| 2012 | Modanica |

## Праці

### Аніме
| Рік  | Назва                              |
| ---- | ---------------------------------- |
| 2014 | Space Dandy                        |
| 2014 | Ping Pong the Animation            |
| 2016 | Форма голосу                       |
| 2018 | Sanī/32                            |
| 2018 | Devilman Crybaby                   |
| 2018 | Liz and the Blue Bird              |
| 2019 | Boogiepop and Others               |
| 2020 | Japan Sinks: 2020                  |
| 2021 | Words Bubble Up Like Soda Pop      |
| 2021 | Heike Monogatari                   |
| 2022 | Людина-бензопила                   |
| 2023 | Make My Day                        |
| 2023 | The Dangers in My Heart            |
| 2023 | Небесна омана                      |
| 2024 | The Colors Within                  |
| 2024 | Dandadan                           |
| 2024 | Orb: On the Movements of the Earth |

### Відеоігри
| Рік  | Назва       | Примітки                                             |
| ---- | ----------- | ---------------------------------------------------- |
| 2022 | Live a Live | Аранжував «Unseen Syndrome» і «Captain of the Stars» |